# لور هیفورد
لور هیفورد (به انگلیسی: Lower Heyford) یک روستا و محله مدنی در بریتانیا است که در چرول واقع شده‌است. لور هیفورد ۷٫۱۴ کیلومتر مربع مساحت و ۴۹۲ نفر جمعیت دارد.